# Гамма-терапия

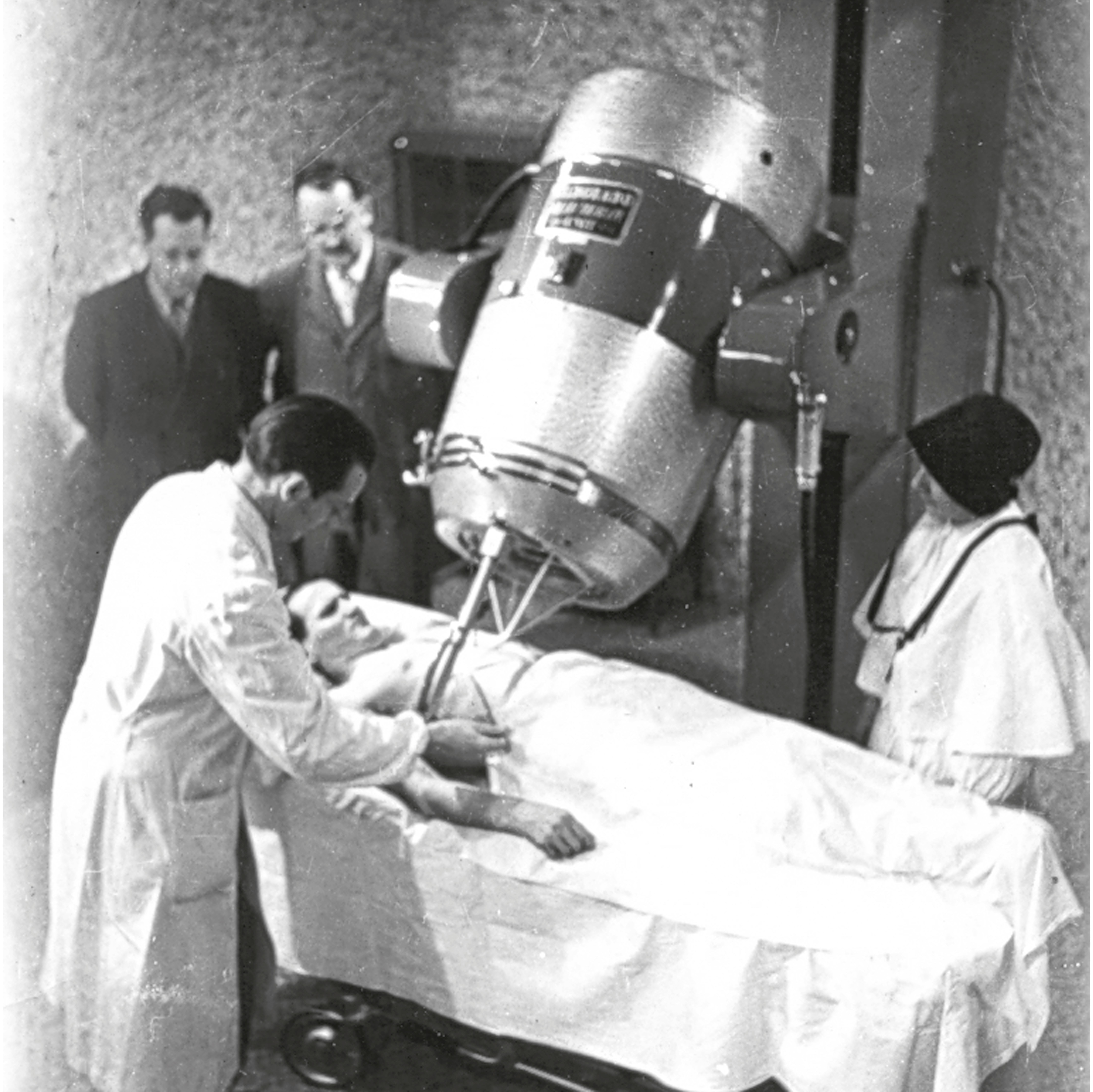
Кобальтовая пушка (1953)

Га́мма-терапи́я или кюри-терапия, комплекс способов проведения лучевой терапии (в основном онкологических больных), применяющих гамма-излучение радиоактивных изотопов и других радиоактивных материалов. 
Действие гамма-излучения на организм больного прямо пропорционально величине поглощённой им дозы излучения. 
Распределение поглощенной энергии в теле пациента зависит от ряда основных факторов, как то: энергия гамма-излучения, геометрия пучка, а порой и от метода проведения процедуры. 
Огромным плюсом гамма-излучения является то, что  высокую энергию возможно подвести к глубоко расположенным новообразованиям, при этом используются существенно большие дозы, чем при рентгенотерапии. При этом ткани и органы расположенные в стороне от пораженного опухолью участка страдают гораздо меньше.